# Poupée articulée
 (février 2015).
Si vous disposez d'ouvrages ou d'articles de référence ou si vous connaissez des sites web de qualité traitant du thème abordé ici, merci de compléter l'article en donnant les références utiles à sa vérifiabilité et en les liant à la section « Notes et références ».
Pour les articles homonymes, voir BJD.

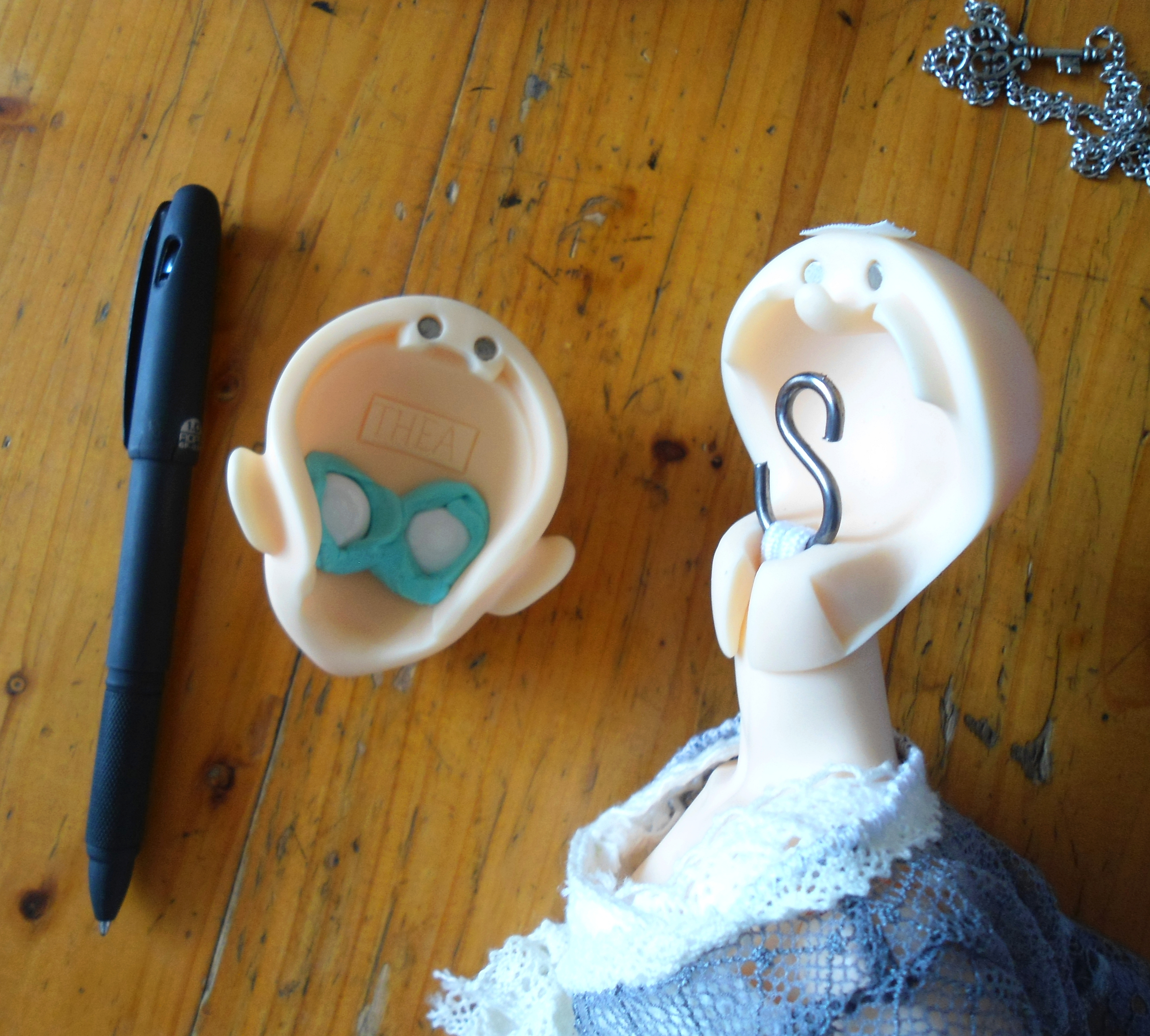
Démontage de la tête d'une ball-jointed doll.

Une poupée articulée ou mannequin articulé (en anglais ball-jointed doll (BJD)) est une poupée à articulations sphériques. Ce sont des poupées ou des figurines articulées destinées au jeu ou à la collection. Il existe un choix très vaste de modèles différents, qui vont du classique mannequin articulé militaire de type GI Joe, à la poupée manga. Elles sont fabriquées en résine. Les différents éléments de la poupée sont maintenus ensemble par des articulations sphériques qui s'emboitent entre elles, et dans certains cas des élastiques qui passent à l'intérieur du corps et des membres. Ces poupées sont vendues comme produits finis, ou en pièces détachées à assembler soi-même.

## Histoire

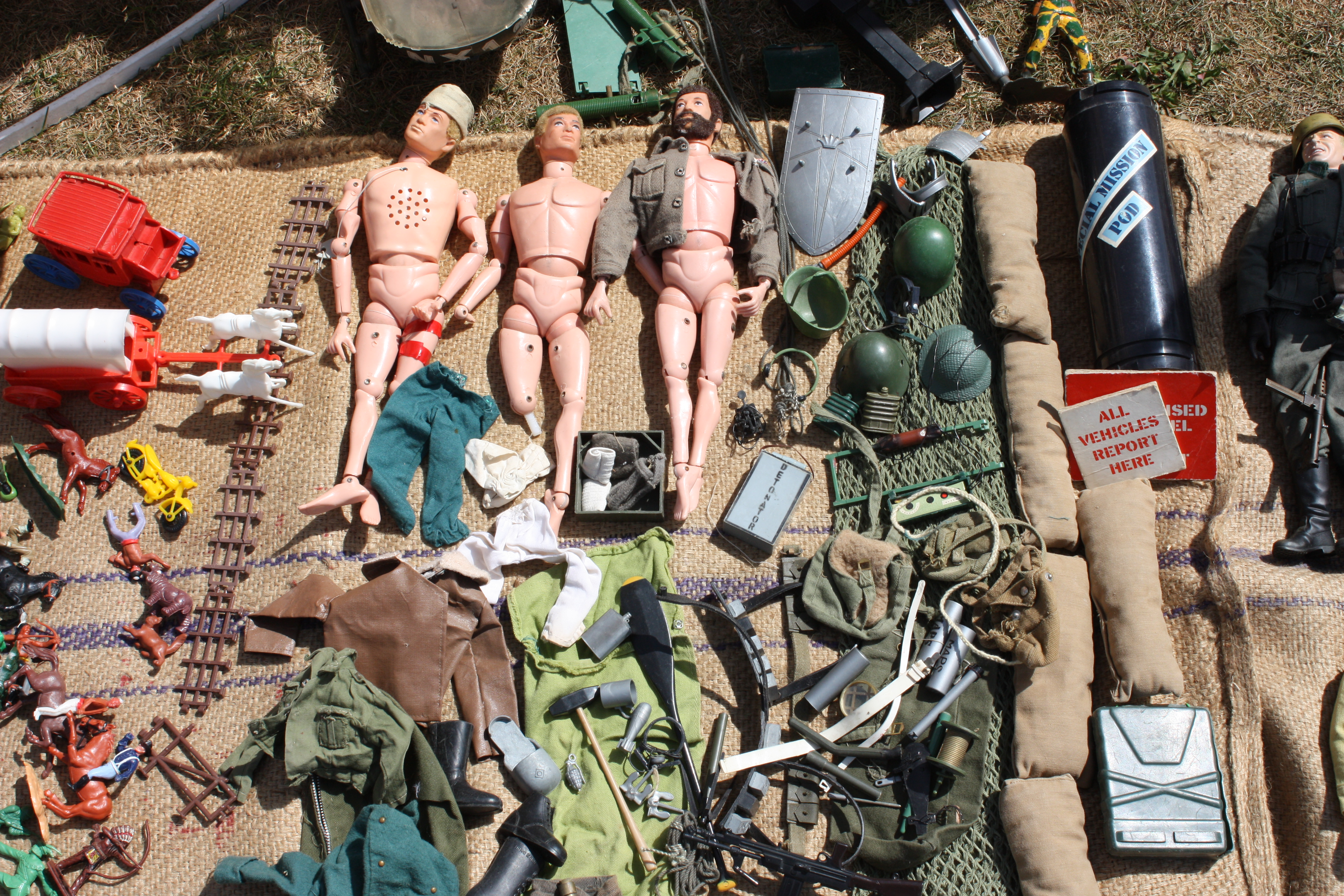
Vente de jouets lors du Big Day Out à Cambridge, montrant des mannequins articulés dont on perçoit les articulations sphériques.

Les premières poupées à articulation à bille ont été brevetées en France en 1856 par Brouillet-Cacheleux. L'entreprise Schmitt & Fils (1863-1891) utilisa également des articulations à huit billes de bois pour des poupées en biscuits. Sur ce brevet, deux types d'articulations figurent : les bras et jambes se terminant par une demi-sphère qui permet une bonne aisance des articulations, et un autre type de corps plus sophistiqué, où il est proposé des articulations libres par l'addition d'une boule en bois autonome pour chaque articulation, soit : une boule entre le bas de jambe et la cuisse, et une autre entre le haut de la cuisse et le tronc. De même pour les bras : une boule de bois se trouve entre le tronc et le haut du bras. Les deux systèmes sont retenus par des élastiques. En 1999 le sculpteur Akihiro Enku conçoit les poupées Four Sisters commercialisées par l'entreprise japonaise Volks sous le titre de Super Dollfie. Elles sont fabriquées en résine, et bénéficient d'articulations à boules. Les tailles varient de moins de 10 cm à plus de 80 cm, les plus courantes mesurent 30 cm (échelle 1/6).

## Personnalisation
La particularité d'une poupée articulée est d'être entièrement personnalisable (les collectionneurs parlent aussi de « customisation »). Il est possible d'interchanger les têtes des poupées masculines et féminines, d'ouvrir ou de fermer les yeux, Ces diverses modifications sont rendues possibles grâce à des outils de modélisme, les ajouts se font le plus souvent grâce à une pâte à modeler époxy qui durcit à l'air libre, ou de la pâte Fimo.